# Iodure de triméthylsilyle
L'iodure de triméthylsilyle, ou iodotriméthylsilane, est un composé chimique de formule ISi(CH3)3. Il s'agit d'un liquide incolore utilisé pour fixer un groupe triméthylsilyle –Si(CH3)3 sur des alcools ROH :
ROH + ISi(CH3)3 → R–O–Si(CH3)3 + HI.
Ce type de réaction est intéressant notamment en chromatographie en phase gazeuse, l'éther de silyle résultant étant plus volatil que la substance de départ. Cependant, pour des raisons de coût, le chlorure de triméthylsilyle ClSi(CH3)3 est utilisé de préférence à l'iodure lorsqu'il s'agit de réaliser une trisilylation en masse.
L'iodure de triméthylsilyle peut être préparé en faisant réagir de l'iode I2 sur de l'hexaméthyldisilane (CH3)3Si–Si(CH3)3 ou de l'iodure d'aluminium(III) AlI3 sur de l'hexaméthyldisiloxane (CH3)3Si–O–Si(CH3)3 :
(CH3)3Si–Si(CH3)3 + I2 → 2 ISi(CH3)3,
(CH3)3Si–O–Si(CH3)3 + AlI3 → 2 ISi(CH3)3 + "AlIO".